# Téléphone arabe (film)
Pour le jeu, voir Téléphone arabe.
Pour plus de détails, voir Fiche technique et Distribution.
Téléphone arabe (איש ללא סלולרי, Ish lelo selolari), titre anglais Man Without A Cell Phone) est une comédie franco-belgo-israélo-palestino-qatarienne coécrite et réalisée par Sameh Zoabi et sortie en 2010.

## Synopsis
Jawdat, un jeune Arabe israélien insouciant d’un village musulman, passe des heures à bavarder sur son téléphone portable, à s'amuser avec ses copains et à chercher l’âme sœur, musulmane, chrétienne ou même juive (avec une maladresse qui fait échouer ses plans), travaille sur des chantiers de construction avec son cousin et ami Muhammad et échoue une fois de plus aux examens d’hébreu qui lui permettraient d'entrer à l’université.
Alors que ses communications avec une fille de Cisjordanie éveillent l’attention de la police israélienne, son père Salem, cultivateur d’olives et grand râleur, part en guerre contre l’implantation dans le village d’une antenne-relais, qu’il suspecte d’effets cancérigènes, embarquant ses voisins et son fils dans son combat. Cela va amener Jawdat à bouger et mûrir et, finalement, lui ouvrira la porte de l'université et le cœur d'une étudiante à laquelle il s'intéressait.

## Fiche technique
- Titre original : Ish lelo selolari (איש ללא סלולרי)
- Titre français : Téléphone arabe
- Réalisation : Sameh Zoabi
- Scénario : Sameh Zoabi et Fred Rice
- Direction artistique :
- Décors :
- Costumes :
- Photographie : Hicham Alaouie
- Son : Frédéric Fichefet, Alon Shapira, Olivier Thys
- Montage : Simon Jacquet
- Musique : Krishna Levy
- Production : Baher Agbariya (producteur exécutif), Marie Gutman, Amir Harel et Ayelet Kait
- Sociétés de production : Lama Films (Israël), Méroé Films (France), Rabinovich Film Fund Cinema Project (Israël), Versus Production (Belgique)
- Distribution :  Eurozoom
- Budget :
- Pays de production :  France,  Israël,  Palestine,  Belgique,  Qatar
- Langue : arabe, hébreu
- Format : couleur - son Dolby SRD
- Genre : comédie
- Durée : 83 minutes
- Dates de sortie :
  - Israël : 2010
  - États-Unis : 2011
  - France : 25 juillet 2012

## Distribution
- Razi Shawahdeh : Jawdat
- Bassem Loulou : Salem
- Loai Nofi : Muhammad (comme Louay Noufy)
- Naela Zarqawy : Rana, l'étudiante, sœur de Sami
- Ayman Nahas : Sami, le policier
- Amer Hlehel : Abou Khalid, le marchand de bière
- Tarik Kopty : Hassan, le voisin chez qui l'antenne est installée

## Distinctions
- 2011 : Antigone d’Or du Cinémed - Festival Méditerranéen de Montpellier 2011 (édition n°33)[1].
- 2008 : film Lauréat de la Fondation Gan pour le Cinéma pour le long-métrage[2]

## Autour du film
- L’essentiel du tournage s’est déroulé dans le village d’Iksal près de Nazareth, dont Sameh Zoabi est originaire[réf. souhaitée].